# Dolichopeza (Dolichopeza) boogoo
Dolichopeza (Dolichopeza) boogoo is een tweevleugelige uit de familie langpootmuggen (Tipulidae). De soort komt voor in het Australaziatisch gebied.